# Crosey-le-Grand
Crosey-le-Grand is een gemeente in het Franse departement Doubs (regio Bourgogne-Franche-Comté) en telt 169 inwoners (2004). De plaats maakt deel uit van het arrondissement Montbéliard.

## Geografie
De oppervlakte van Crosey-le-Grand bedraagt 10,0 km², de bevolkingsdichtheid is 16,9 inwoners per km².

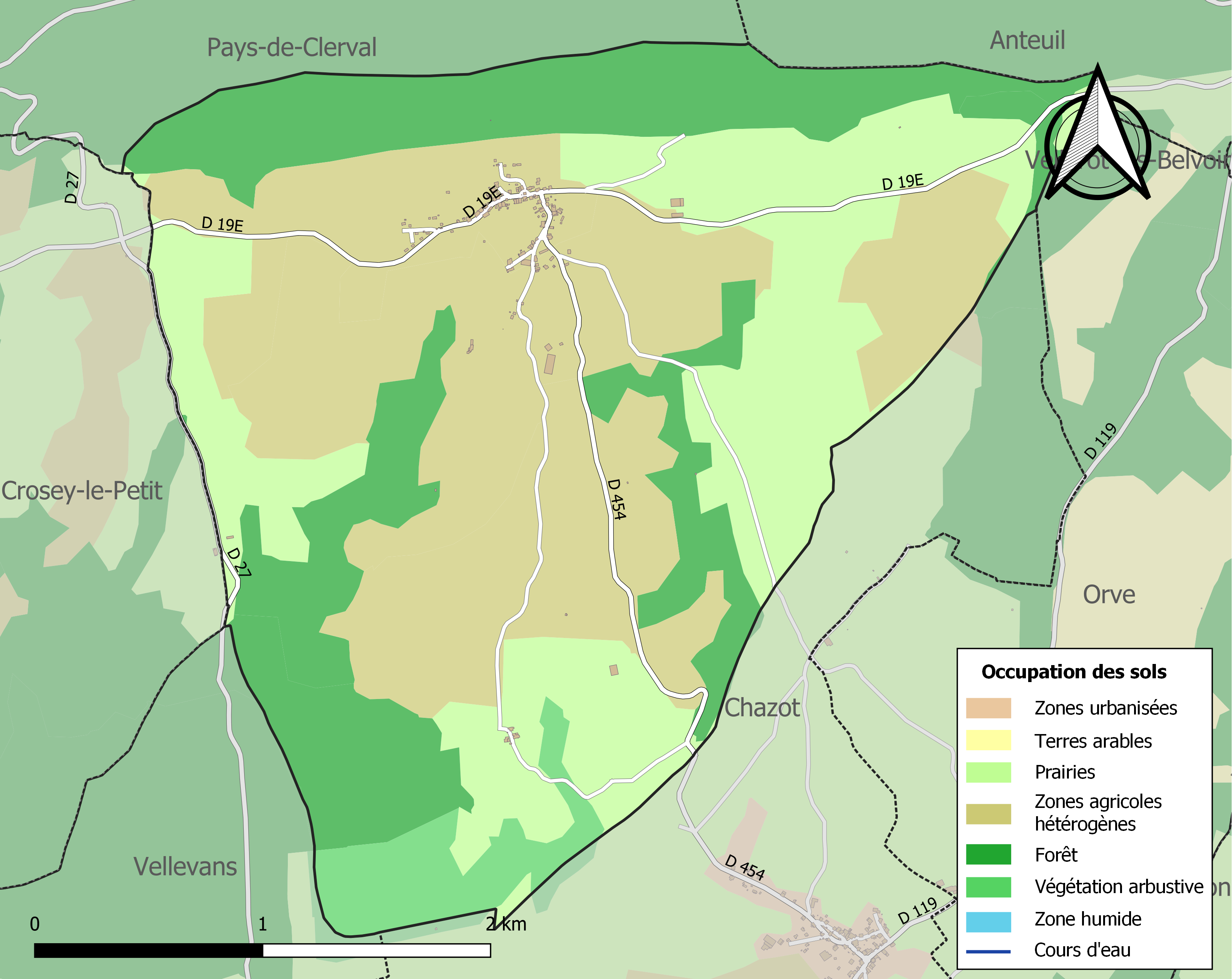
Kaart van de gemeente met de belangrijkste infrastructuur, bodemgebruik en omliggende gemeenten

## Demografie
Onderstaande figuur toont het verloop van het inwonertal (bron: INSEE-tellingen).